# سد ولوودیان
سد ولوودیان (به لاتین: Wolwedans Dam) یک سد در آفریقای جنوبی است که در کیپ غربی واقع شده‌است.